# Czarni Słupsk (piłka siatkowa)
MZKS Czarni Słupsk – polski kobiecy klub siatkarski, występujący w najwyższej klasie rozgrywkowej w latach 1976-1993, pięciokrotny mistrz Polski oraz pięciokrotny zdobywca Pucharu Polski.

## Sukcesy
- Mistrzostwa Polski:
  -  1.miejsce: 1978, 1985, 1986, 1987, 1992
  -  2.miejsce: 1979, 1983, 1984, 1988
  -  3.miejsce: 1977, 1980, 1981, 1991
- Puchar Polski
  -  Zdobywca: 1981, 1984, 1985, 1987, 1991
  -  Finalista: 1983, 1986, 1988, 1992

## Składy mistrzowskich drużyn
- 1978: Danuta Hałaburda, Agnieszka Chmura, Zenona Jędrzejczak, Ewa Kuś, Anna Duchnowska, Anna Pełszyk, Jolanta Kania, Maria Kaźmierczak, Celina Aszkiełowicz-Łyszkiewicz, Krystyna Gujska, Irena Cieślak, Iwona Kmiecik. Trenerzy: Zygmunt Krzyżanowski, Zbigniew Krzemiński.
- 1985: Jolanta Szczygielska, Ewa Kuś, Anna Śliwińska, Beata Obalska, Teresa Worek, Dorota Łukojko, Marzena Wołyniec-Majka, Barbara Haber, Marzena Hanyżewska, Beata Kacprzak, Dorota Rucka, Elwira Kropidłowska, Barbara Jerzyk, Bernadetta Chojnacka, Dorota Wiśniewska, Izabela Posiadało, Mirella Lewandowska. Trenerzy: Czesław Tobolski, Zbigniew Krzemiński.
- 1986: Jolanta Szczygielska, Ewa Kuś, Anna Śliwińska, Beata Obalska, Teresa Worek, Dorota Łukojko, Marzena Wołyniec-Majka, Barbara Haber, Marzena Hanyżewska, Beata Kacprzak, Dorota Rucka, Elwira Kropidłowska, Barbara Jerzyk, Bernadetta Chojnacka, Dorota Wiśniewska, Izabela Posiadało, Mirella Lewandowska. Trenerzy: Czesław Tobolski, Zbigniew Krzemiński.
- 1987: Jolanta Szczygielska, Ewa Kuś, Anna Śliwińska, Beata Obalska, Teresa Worek, Dorota Łukojko, Małgorzata Wołyniec-Majka, Barbara Haber, Marzena Hanyżewska, Beata Kacprzak, Dorota Rucka, Elwira Kropidłowska, Barbara Jerzyk, Bernadetta Chojnacka, Dorota Wiśniewska, Izabela Posiadało, Mirella Lewandowska. Trenerzy: Zbigniew Krzemiński, Jerzy Komorowski.
- 1992: Teresa Worek, Ewa Cięciel, Urszula Stala, Bernadetta Chojnacka, Edyta Piasecka, Beata Obalska, Dorota Łukojko, Barbara Motylak, Beata Rogozińska, Grażyna Sokołowska. Trenerzy: Jerzy Komorowski, Andrzej Jewniewicz.